# Anatole Chabouillet
Anatole Chabouillet, nato Pierre Marie Anatole Chabouillet, (Parigi, 18 maggio 1814 – Parigi, 5 gennaio 1899), è stato un numismatico, ricercatore e conservatore francese.

## Biografia
Nel 1832 entra al Cabinet des Médailles della Biblioteca nazionale di Francia dove rimane per più di 58 anni, periodo nel quale il duc de Luynes fa la donazione delle sue collezioni.
Nel 1858 diviene segretario della sezione archeologia del comitato dei lavori storici delle Sociétés savantes; mantiene questa funzione fino al 1883, avendone anche ricoperto la carica di vicepresidente.
L'anno successivo, nel 1859 diviene conservatore del département des monnaies, médailles et antiques de la Biblioteca nazionale di Francia fino al suo ritiro, nel 1890, quando verrà sostituito da Henri Lavoix.
Dal 1861 al 1884 è membro residente della Société nationale des antiquaires de France e dal 1868 è membro dell'associazione per l'incoraggiamento degli studi greci in Francia.

## Pubblicazioni principali
- Catalogue général des camées et pierres gravées de la Bibliothèque impériale, Paris, 1858.
- Catalogue des monnaies gauloises de la Bibliothèque nationale, Paris, 1889.
- Catalogue raisonné de la collection des deniers mérovingiens des VIIe et VIIIe siècles de la trouvaille du Cimiez donnée au Cabinet des Médailles de la Biblioteca nazionale di Francia, mise en forme par Arnold Morel-Fatio et publiée par Anatole Chabouillet, 1890.

## Decorazioni
- Ufficiale della Légion d'honneur
- Ufficiale dell'Instruction publique[1]